# Segunda leitura
A Segunda Leitura é a leitura do Novo Testamento feita na Missa logo após o canto do Salmo no Rito Romano da liturgia da Igreja Católica. É feita nos domingos e dias festivos da Igreja. Esta leitura é escolhida exclusivamente entre os livros: Atos dos Apóstolos, Apocalipse, ou alguma das epístolas. A Segunda Leitura sempre terá alguma relação com o texto da Primeira Leitura, o que torna mais fácil a compreensão da mensagem por parte dos fiéis.
A Segunda Leitura é encerrada com a exclamação: "Palavra do Senhor"  a qual a comunidade responde: "Graças a Deus".